# Републиканска партия на труда и справедливостта
Републиканската партия на труда и справедливостта (на беларуски: Рэспубліканская партыя працы і справядлівасці) е лявоцентристка политическа партия в Беларус. Създадена е през юни 1993 г. от Иван Антонович, Анатолий Натялкин и Владимир Гостюхин. Партията подкрепя политиката, водена от президента на страната Александър Лукашенко. От 2020 г. лидер на републиканската партия е Александър Степанов. Партията има около 10000 члена, като 58% от тях са хора под 40-годишна възраст.
Републиканската партия поддържа приятелски отношения с партиите Справедлива Русия, Социалистическа партия на Украйна, казахстанската демократична партия Бирлик. Партиите участват в Съюза на социалистическите и социалдемократичните партии на евразийското пространство.
Към 2018 г. е втората по сила партия в Депутатския съвет със 127 депутати. Първа е Комунистическата партия с 309 депутати. Републиканците имат и 3 представители в Палатата на представителите.

## История
Основана е на 26 юни 1993 г. и официално регистрирана като политическа партия на 18 август същата година. Първи лидер на партията е Анатолий Натялкин. През 1995 г. влиза в Палатата на представителите с един член. През годините Републиканската партия на труда и справедливостта не успява да спечели голямо влияние поради мажоритарната система в страната и заемането на по-важните държавни постове от безпартийни кандидати. В периода 2000 – 2004 участва с двама депутати в Палатата на представителите. Между 2002 и 2006 г. лидер на партията е Виктор Соколов. От 2006 г. до 2020 г. лидер на партията е бившият летец Василий Заднепряний.
През 2007 г. републиканците издигат 40 депутати за представители в Депутатския съвет, от които са избрани 23. През 2014 г. представителите на партията се увеличават на 57 души. През 2016 г. трима души от Републиканската партия са избрани в Палатата на представителите.

## Цели
Основната цел на партията е да укрепи позициите на Съюзната държава и Евразийския съюз. Републиканците признават независимостта на Южна Осетия и Абхазия, както и присъединяването на Крим към Русия.

## Лидери
1. Анатолий Натялкин (1993 – 2002)
2. Виктор Соколов (2002 – 2006)
3. Василий Заднепряний (2006 – 2020)
4. Александър Степанов (2020 – )